# Parlamentní volby ve Švédsku 1998
Parlamentní volby do tzv. Riksdagu, jednokomorového zastupitelského sboru, se ve Švédsku konaly dne 20. září 1998. Změnu vlády výsledky voleb neznamenaly – i po nich menšinově vládla ve Švédsku nadále sociální demokracie v čele s předsedou vlády Göranem Perssonem. Změnou bylo ovšem to, že jí již nestačila tichá podpora jedné strany (Levicová strana), nýbrž potřebovala ji od dvou stran (i Ekologické strany Zelených).
Nejvíce hlasů, 36,39 procent a 131 křesel, získala sociální demokracie. Druhou nejsilnější stranou byli konzervativní Umírnění, s 22,90 procenty a 82 mandáty. Na třetím místě skončila Levicová strana (11,99 procent a 43 křesel), na čtvrtém křesťanští demokraté (11,77 procent a 42 míst), následovaní Stranou středu (5,13 procent a 18 křesel), liberály (4,72 procent, 17 míst) a Ekologickou stranou Zelených (4,49 procent, 16 mandátů).
Strany počítající se mezi levicové (sociální demokraté, Levicová strana, Zelení) získaly společně 190 mandátů, strany nesocialistické (pravicoví Umírnění a křesťanští demokraté a centristické Lidová liberální strana a Strana středu), dosáhly společně na 159 mandátů. To umožnilo opětovný vznik sociálnědemokratické menšinové vlády.
Volební účast byla 81,39 procent.